# Mamlúcké dobytí Levanty
Mamlúcké dobývání Levanty bylo tři desetiletí trvající období konfliktu muslimů (mamlúků) s křesťany (evropskými křižáky) a jejich mongolskými spojenci, který skončil zánikem křižáckých států v Zámoří (Outremeru). Nastalo po poslední velké (v pořadí deváté) křížové výpravě, kdy se situace křižáků v Zámoří začala výrazněji zhoršovat. Příčinou byla klesající podpora evropských mocností a slábnoucí zájem o křižácké hnutí za udržení Svaté země, kdy se pozornost předních evropských panovníků upínala jinam, například k povstání na Sicílii zvané sicilské nešpory nebo aragonská křížová výprava, které probíhaly ve stejné době. Poměrům v Levantě příliš neprospěla ani občanská válka.
Hlavní oporou slábnoucího království tak zůstávají jen Kypr a italské námořní republiky, kdy se vedle tradičních Janovanů a Pisánců stále více dostávají do popředí Benátčané. Zvláštní sílu uvnitř království představují organizované rytířské řády templářů a johanitů. Významným spojencem křesťanů v Zámoří zůstávají nadále Mongolové, s kterými se ovšem nedaří vyvinout společnou kooperaci na zlomení převahy mamlúků a později pod vedením chána Gazana přestupují na islám. Ztrátou opevněného hlavního města Akkonu (Akry) mizí poslední naděje Evropanů na udržení zámořských držav. Křižácké státy v Levantě zanikly koncem 13. století.

## Poslední bitvy

### Počátek dobývání Levanty
Roku 1268 byla mamlúky dobyta a zničena Antiochie, čímž započalo dobývání křižáckých států v Levantě. V roce 1271 se Bajbars zmocnil křižáckého hradu Krak des Chevaliers a od té doby postupně likvidoval poslední zbytky křižáckých držav. Následovala devátá křížová výprava (1271–1272), která byla poslední výpravou do Svaté země.

### Konec křížových výprav

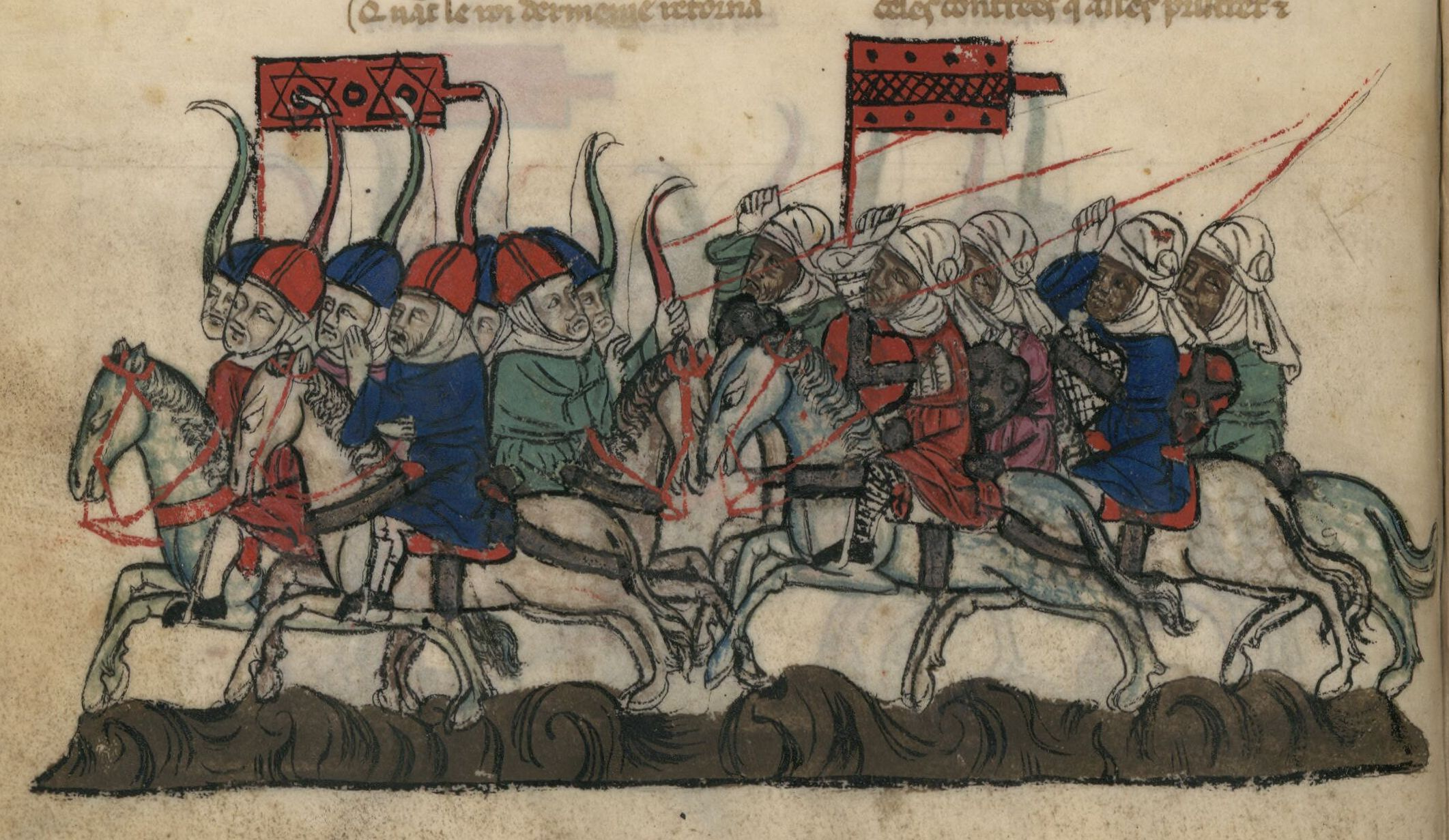
Porážka Mongolů mamlúky v bitvě u Homsu, 1281

V roce 1281 se jeruzalémský místodržící Roger ze San Severina odmítne spojit s chánem Abakou, neboť preferoval raději spojenectví s mamlúckým sultánem Kalavunem. V bitvě u Homsu jsou Mongolové mamlúky poraženi a Roger poté osobně poblahopřál Kalavunovi k vítězství.

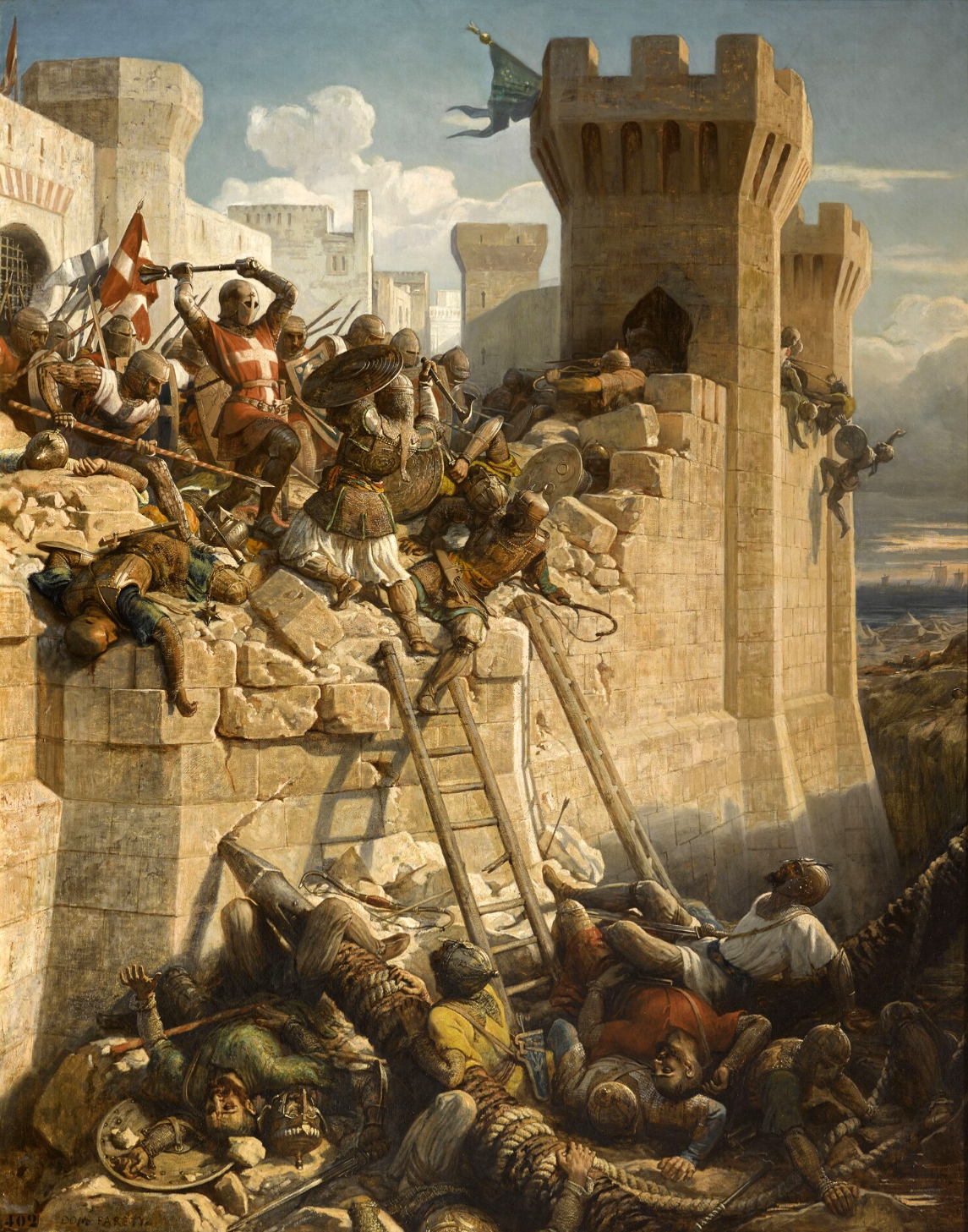
Obléhání Akkonu, Dominique Papety

Roku 1289 byl sultánem Kalavunem dobyt a vypleněn Tripolis a 18. května 1291 padl po obléhání Akkon (Acre) s posledními zbytky křižáckých držav. Křesťané, kterým se nepodařilo uniknout, byli vyvražděni či prodáni do otroctví. Dobytí Akkonu (Akry) bylo posledním zásadním vojenských střetem v dějinách křížových výprav mezi evropskými křižáky a muslimy. Ztráta této pevnosti představovala konec nadvlády křesťanů ve Svaté zemi a zánik Jeruzalémského království s hlavním městem Akkon.
Přístavní města, která byla opevněná mnohdy díky finanční podpoře evropských panovníků, byla zbořena a nová centra se později stavěla dál od moře, aby nemohla sloužit jako základna pro další křesťanskou ofenzívu. Po pádu Akkonu křižácké državy přetrvaly pouze na Kypru a v Řecku. V prosinci roku 1300 (poslední) templářský velmistr Jakub z Molay a velmistr johanitů Guillaume de Villaret vedou neúspěšnou expediční výpravu na znovudobytí přístavní Tortosy, jejich vojsko čítá pouhých 600 mužů, z toho jen 150 templářů, přitom se spoléhají na pomoc Mongolů. Tortosa padla do jejich rukou, ale bez mongolských spojenců nebyl další postup myslitelný. Čekání na Mongoly způsobilo, že mezitím poslední přímořská pevnost na ostrově Ruad, která byla ve vlastnictví templářů, padla roku 1302.
Znamená to definitivní konec éry křížových výprav do Svaté země. V dalších letech se již nikomu nepodaří zrealizovat tak nákladný a náročný podnik, jakým byla křížová výprava do Zámoří, navíc se Palestina a Jeruzalém ukázaly jako těžko hájitelné území. Většina výprav byla neúspěšná nebo přinesla jen minimální efekt. Vyloučen nemůže být ani ekonomický faktor, neboť půda ubývajícího území byla již zcela rozebrána mezi bohatou šlechtu, rytířské řády a italské námořní republiky, novým účastníkům kruciát přestalo být lákavým. V roce 1312 je Řád templářů pro ztrátu svého původního poslání jako nepotřebný zrušen bulou Vox in excelso papežem Klementem V., zatím co konkurenční johanité se roku 1309–1310 vojensky zmocňují byzantského Rhodu. V dalších staletích jsou evropské státy nuceny čelit nové osmanské expanzi.

## Galerie

poslední ofenzívy křižáků a Mongolů:
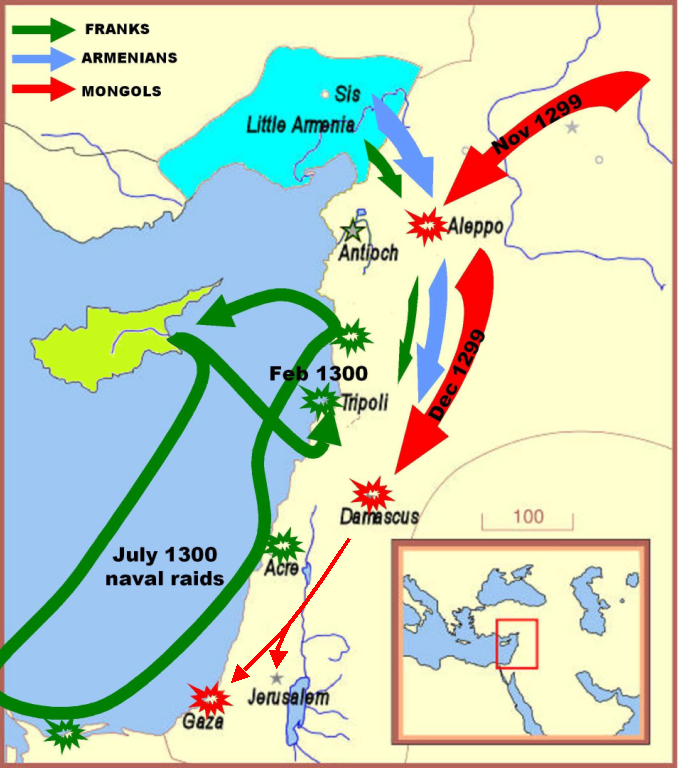
1299–1300
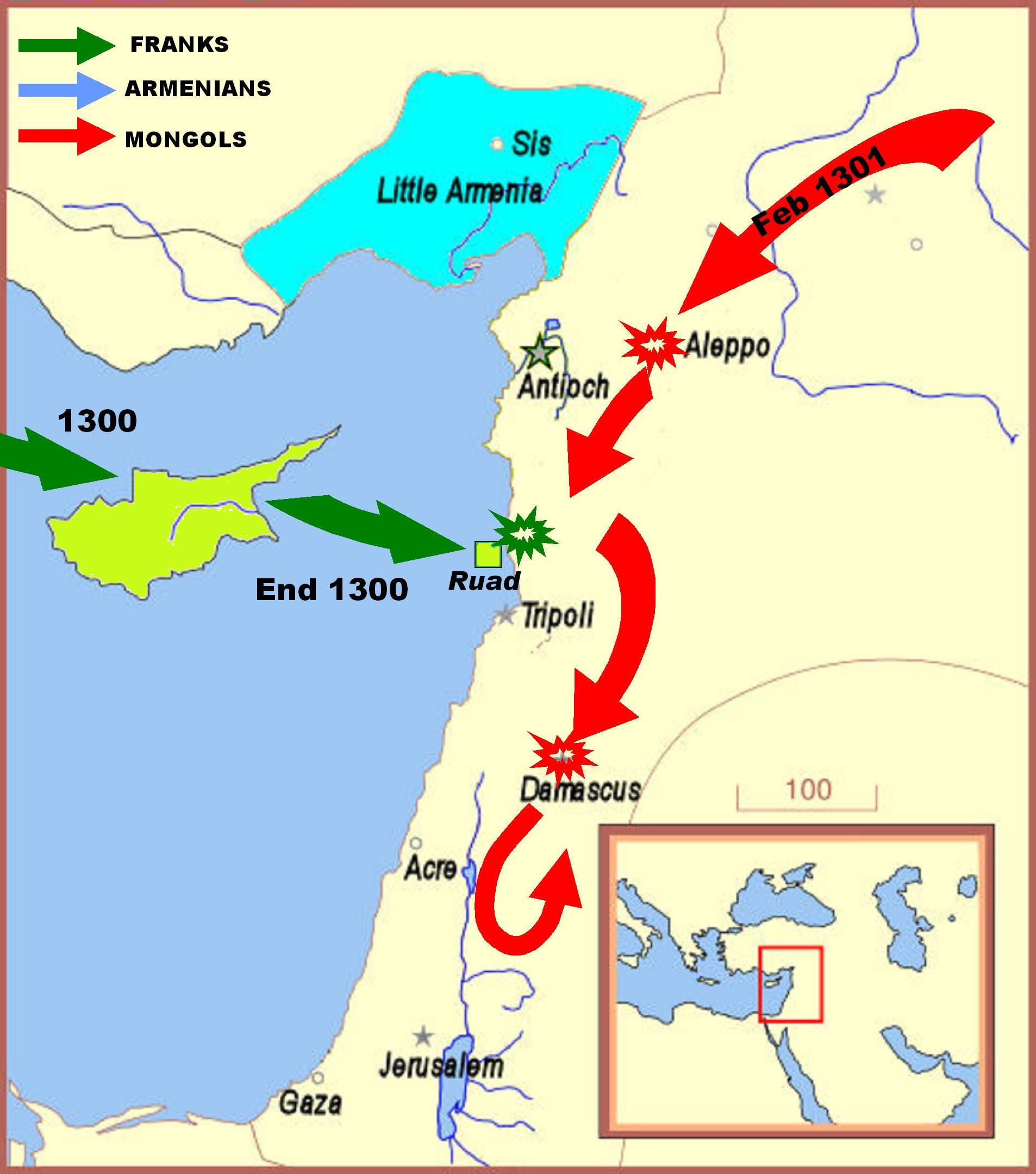
1301